# Jastarnia (maják)
Maják Jastarnia (polsky: Latarnia Morska Jastarnia, anglicky: Jastarnia Lighthouse) stojí v Polsku na Helské kose pobřeží Baltského moře v obci Jastarnia okres Pucki Pomořanské vojvodství.
Nachází se mezi majáky Rozewie a Hel.

## Historie
První maják vysoký 25 m byl postaven v roce 1938 a stál jen jeden rok. Obránci Helu jej zničili, aby nebyl orientačním bodem pro německé námořní dělostřelectvo. Nový maják byl postaven v roce 1950. Ke stavbě byl použit materiál z nautofonu stojícího u majáku Stilo. Jedná se o druhý celokovový maják v Polsku. K majáku vede silnice číslo 216.
Maják je ve správě Námořního úřadu (Urząd Morski) v Gdyni.
Maják není přístupný veřejnosti.

## Popis
Ocelová válcová věž vysoká 13,8 m stojí na betonové základně o výšce 2,4 m. Válcová věž má průměr 1,6 m. Na vrcholu je ochoz a umístěna lucerna se zdrojem světla (dvě žárovky po 500 W). Věž má nátěr v pruzích barvy červené a bílé. Je nejnižším majákem v Polsku.

## Data
- Výška světla 22 m n. m.[2]
- záblesky bílého světla v intervalu 20 sekund, kód Mo(A) (písmeno A Morseovy abecedy)
- Výška majáku 13,30 m[5]

označení:
- Admirality C2965
- NGA 6664
- ARLHS POL-010

## Další informace
Návštěvu místa lze také spojit s návštěvou pláží, přístavu, mola v Jastarni nebo přírodní rezervace Torfowe Kłyle.